# Mod Minecraft
Mod Minecraft là một dạng sửa đổi (mod) độc lập, do người dùng thực hiện đối với trò chơi điện tử Minecraft của Mojang. Hàng chục nghìn mod này tồn tại, và người dùng có thể tải xuống miễn phí từ internet. Sử dụng phần mềm bổ sung, một số mod thường có thể được sử dụng cùng lúc để cải thiện lối chơi.
Bản mod Minecraft có sẵn trên các phiên bản máy tính và thiết bị di động của trò chơi, nhưng không thể có mod trong các phiên bản console cũ bằng các phương pháp thực tế.

## Tính khả thi về kỹ thuật
Minecraft là một trò chơi điện tử đặc biệt được biết đến với khả năng thích ứng với các mod. Trong những năm qua, nhiều lập trình viên độc lập đã tận dụng điều đó để tạo ra nội dung bổ sung cho trò chơi, được gọi là "mod".
Phiên bản Java của Minecraft (có sẵn cho Windows, macOS và Linux) có thể được sửa đổi thông qua máy khách hoặc máy chủ. Các mod ứng dụng yêu cầu người chơi thêm tệp vào thư mục trò chơi của họ và cài đặt trình khởi chạy/trình tải mod như Forge, trong khi sửa đổi máy chủ để thư mục trò chơi của người chơi không bị ảnh hưởng và chỉ thay đổi hành vi của máy chủ, sau đó người chơi có thể đăng nhập để chơi một trò chơi khác nhau. Các mod của ứng dụng khách có thể thay đổi hành vi hoặc diện mạo của bất kỳ khía cạnh nào của trò chơi và thường thêm các khối mới, vật phẩm, động vật, phương tiện và thậm chí cả chiều không gian mới. Các mod khách có thể làm giảm hiệu suất (do nhu cầu tài nguyên) đối với các máy tính cũ hơn hoặc yếu hơn, đặc biệt nếu người chơi kết hợp nhiều mod với nhau trong một "modpack" (gói mod); tuy nhiên, một số mod khách có thể tăng hiệu suất của trò chơi. Có thể thực hiện các sửa đổi đối với Phiên bản Java của Minecraft vì đối với mỗi phiên bản chính mới của trò chơi, mã nguồn của Minecraft được cộng đồng kỹ sư đảo ngược, được viết bằng Java.
  Mojang và Microsoft cung cấp ít hỗ trợ chính thức cho việc này. Trò chơi không cung cấp API sửa đổi cho phiên bản Java, mặc dù Mojang có cung cấp các phương pháp giải mã trò chơi.
Sửa đổi cho các phiên bản di động và hệ máy tại gia của Minecraft trên cơ sở mã Bedrock là khác nhau vì phần lặp lại của trò chơi được viết bằng C++ chứ không phải Java. Người chơi muốn sửa đổi trò chơi của họ trên các phiên bản cơ sở mã Bedrock có quy trình đơn giản hơn do hỗ trợ chính thức tích hợp sẵn của phiên bản dành cho "tiện ích bổ sung" (add-on), có thể được cài đặt nhanh hơn so với các bản mod Java Edition và không yêu cầu bộ tải mod bên ngoài.

## Lịch sử
Minecraft lần đầu tiên được ra mắt công chúng vào ngày 18 tháng 11 năm 2011. Mặc dù phiên bản đầu tiên của Minecraft đã được phát hành vào tháng 5 năm 2009, mod phía máy khách của trò chơi đã không trở nên phổ biến cho đến khi trò chơi đạt đến giai đoạn alpha vào tháng 6 năm 2010. Các bản mod duy nhất được phát hành trong giai đoạn phát triển Indev và Infdev của Minecraft là một số bản mod phía máy khách có những thay đổi nhỏ đối với trò chơi.
Với việc phát hành Alpha, các bản mod phía máy chủ đầu tiên bắt đầu xuất hiện. Một trong số đó là hMod, đã bổ sung một số công cụ đơn giản nhưng cần thiết để quản lý máy chủ. Michael Stoyke, còn được gọi là Searge, người sau này làm việc cho Mojang, đã tạo ra Minecraft Coder Pack (MCP), sau này được đổi tên thành Mod Coder Pack, giữ nguyên từ viết tắt. MCP là một công cụ dịch ngược và giải mã Minecraft. MCP sẽ biên dịch lại và giải mã lại các lớp mới và đã thay đổi, có thể được đưa vào trò chơi. Tuy nhiên, nếu nhiều mod sửa đổi cùng một mã cơ sở, nó sẽ xảy ra xung đột. Để giải quyết vấn đề này, Modloader (n.đ. 'Trình nạp mod') đã được Risugami tạo ra; Modloader ngăn chặn bất kỳ xung đột nào xảy ra do nhiều mod sửa đổi cùng các lớp cơ sở hoặc tài nguyên trò chơi.
Vào cuối năm 2010, các bản mod mới đã được phát hành với nhiều nội dung hơn những bản trước đó. Minecraft khi này đang chuẩn bị chuyển sang giai đoạn beta và các mod phổ biến như IndustrialCraft, Railcraft và BuildCraft lần đầu tiên được phát hành. Trái ngược với những mod tiền nhiệm, những bản mod này có khả năng thay đổi toàn bộ trò chơi thay vì chỉ chỉnh sửa những khía cạnh nhỏ của nó. Bukkit, một mod phía máy chủ nhằm thay thế hMod cũng được phát hành trong thời gian này. CraftBukkit, một phần mềm máy chủ sử dụng API Bukkit cũng đã được phát hành. Bukkit cho phép chủ sở hữu máy chủ cài đặt các trình cắm sửa đổi cách máy chủ lấy đầu vào và cung cấp đầu ra cho người chơi mà người chơi không cần phải cài đặt các bản mod phía máy khách.
Vào khoảng tháng 11 năm 2011, Forge Mod Loader và Minecraft Forge được phát hành. Forge cho phép người chơi có thể chạy nhiều mod đồng thời. Forge sử dụng bộ án xạ MCP. Forge cũng đã phát hành một phiên bản máy chủ, cho phép chạy các bản mod trên các máy chủ, điều này cuối cùng đã dẫn đến việc mọi người tạo ra các máy chủ được sửa đổi. Forge đã chấm dứt sự cần thiết phải thao tác mã nguồn cơ sở, cho phép các mod riêng biệt chạy cùng nhau mà không cần phải truy cập vào mã nguồn cơ sở. Forge cũng bao gồm nhiều thư viện và hook (móc chặn) giúp phát triển mod dễ dàng hơn.

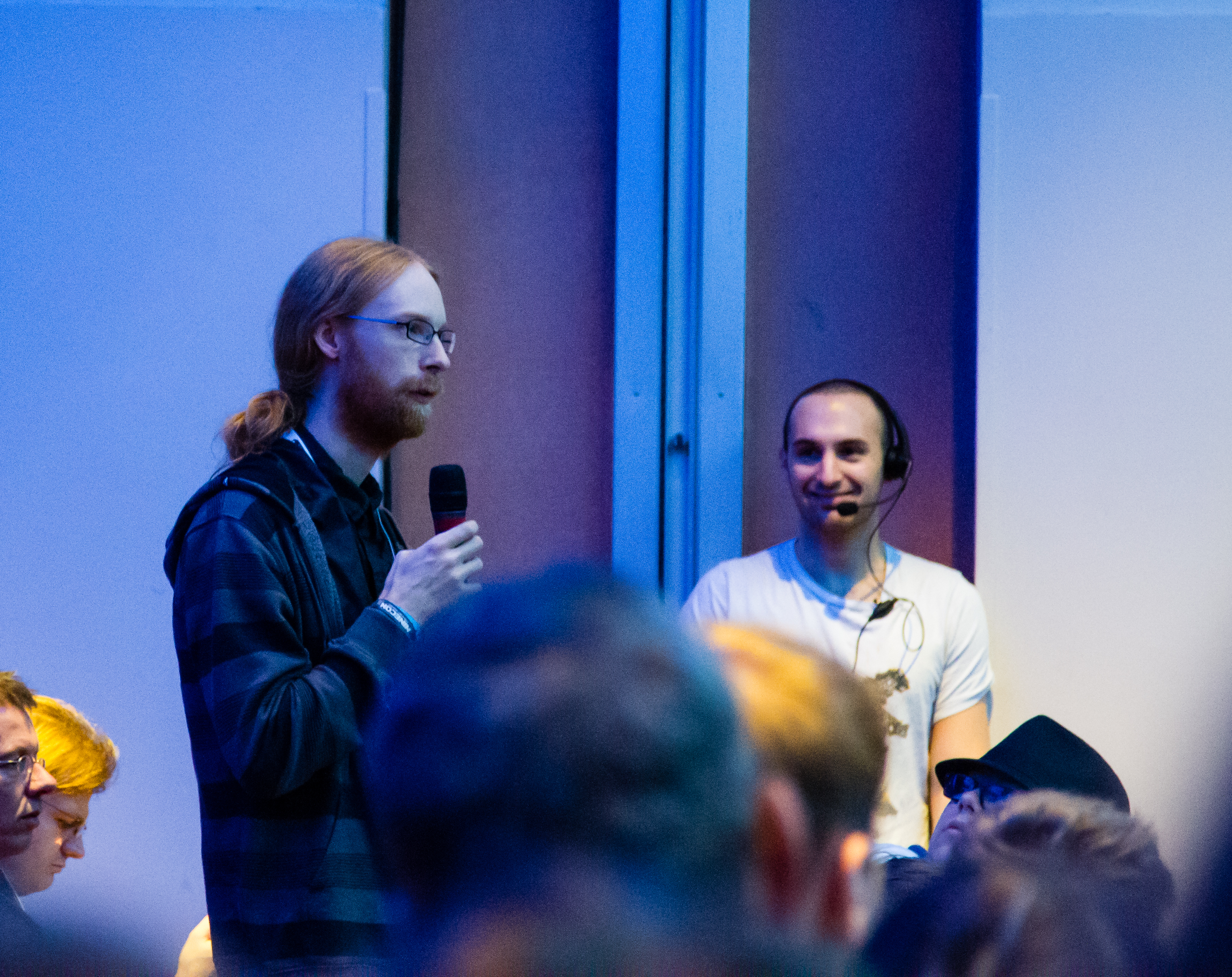
Vào năm 2012, Mojang đã tổ chức một hội thảo về mod tại MineCon 2012, nơi nhà phát triển chính của Minecraft, Jens Bergensten đã tổ chức một buổi nói chuyện.

Sau khi Minecraft được phát hành đầy đủ vào tháng 11 năm 2011, cộng đồng mod của trò chơi tiếp tục phát triển. Vào tháng 2 năm 2012, Mojang đã thuê các nhà phát triển của Bukkit làm việc trên một API sửa đổi chính thức, cho phép các nhà phát triển mod truy cập dễ dàng hơn vào các tệp trò chơi Minecraft. Bukkit sau đó được cộng đồng duy trì. Một nhánh của CraftBukkit, được gọi là Spigot, tương thích ngược với các trình cắm cũng đang được phát triển. Một giải pháp thay thế cho Forge có tên là Liteloader đã được phát hành. Liteloader thực hiện việc sửa đổi rất đơn giản và khuyến khích thêm nội dung mới thay vì sửa đổi nội dung hiện có. Giống như Forge, Liteloader cũng sử dụng ánh xạ MCP.
Vào năm 2012, Spigot đã phát hành một phần mềm máy chủ được tạo ra để liên kết nhiều máy chủ với nhau thông qua một máy chủ proxy. Dự án được gọi là BungeeCord và có một API trình cắm riêng biệt từ Spigot và các trình cắm Spigot có thể hoạt động song song với BungeeCord. Nhiều máy chủ Minecraft phổ biến sử dụng BungeeCord để liên kết các máy chủ Minecraft với nhau. Một lập trình viên tên là minecrafter cũng đã phát hành một phiên bản sửa đổi của BungeeCord có tên là Waterfall, bao gồm các tính năng tối ưu hóa không có trong BungeeCord. Điều này sau đó được tiếp tục bởi Andrew Steinborn (Tux), cho đến khi anh tạo proxy Velocity. Rồi sau đó đã được chuyển cho PaperMC.
Vào năm 2013, Forge đã sớm thay thế Modloader của Risugami vì Modloader sau này không được các nhà phát triển cập nhật kịp thời. Vào đầu năm 2014, một phần mềm máy chủ mới có tên Sponge, có một API trình cắm rất mạnh so với Bukkit và cũng tương thích với việc chạy các mod Forge đã được phát hành. Sponge cũng giới thiệu mixin, một giải pháp thay thế cho việc sửa đổi mã byte. Ngay sau đó, Liteloader đã triển khai các mixin vào API của họ cho phép các nhà phát triển sửa đổi nội dung trong trò chơi.
Mối quan tâm nảy sinh sau khi Microsoft mua lại Mojang vào cuối năm 2014. Các thành viên của cộng đồng mod lo sợ rằng các chủ sở hữu người Mỹ mới của Minecraft sẽ chấm dứt thông lệ lâu đời của Mojang là trao quyền tự do cho các nhà phát triển mod. Bất chấp những lo ngại đó, Microsoft đã không thông báo bất kỳ thay đổi nào đối với các chính sách của Mojang và việc sửa đổi không bị ảnh hưởng.
Vào tháng 4 năm 2015, Microsoft thông báo rằng họ đã thêm Minecraft Mod Developer Pack (n.đ. 'Gói cho nhà phát triển mod Minecraft') vào Microsoft Visual Studio, cấp cho những người sử dụng phần mềm tạo ứng dụng một cách lập trình mod Minecraft dễ dàng hơn. Microsoft đã phát hành gói mã nguồn mở mới và miễn phí, trong bối cảnh thúc đẩy hướng tới nhiều phần mềm nguồn mở hơn.
Vào tháng 9 năm 2016, một chuỗi công cụ mod mới có tên là Fabric đã được phát hành. Fabric đã tự tạo ra bộ ánh xạ miễn phí của riêng mình để sử dụng thay cho ánh xạ MCP. Fabric cũng sử dụng mixin của Sponge. Fabric rất nhẹ và không có tất cả các yếu tố của một mod Forge, và cũng có thể được phát hành từ các bản thử nghiệm (snapshot) phát triển của Minecraft, điều mà các trình nạp mod khác không thể.
Một phiên bản Windows 10 mới của Minecraft đã được công bố ngay sau đó, không giống như các phiên bản trước đó, sẽ được lập trình trong C++. Thông báo này làm dấy lên lo ngại trong cộng đồng người hâm mộ của trò chơi rằng các phiên bản dựa trên Java sẽ bị loại bỏ hoàn toàn, điều này sẽ cản trở việc sản xuất các bản mod vì C++ không "có khả năng đảo ngược mã nguồn" như Java được biết đến. Tuy nhiên, nhà phát triển Mojang Tommaso Checchi đã trấn an người hâm mộ trên Reddit rằng việc mod là yếu tố "quá quan trọng" đối với Minecraft để các phiên bản dựa trên Java sẽ bị ngừng sản xuất.
Vào tháng 4 năm 2017, Mojang đã thông báo về việc tạo ra Minecraft Marketplace (n.đ. 'Chợ Minecraft'), nơi người chơi có thể bán nội dung do người dùng tạo cho phiên bản Windows 10 của trò chơi (chạy trên cơ sở mã Bedrock). Mặc dù cửa hàng kỹ thuật số mới này chuyên về thế giới (map) phiêu lưu, skin (ngoại hình người chơi) và gói kết cấu (texture pack), PC World đã lưu ý rằng việc bổ sung này sẽ chuyển phiên bản Windows 10 "gần hơn một chút với thế giới có thể sửa đổi quen thuộc với người chơi cổ điển" của bản Java gốc.
Vào năm 2018, Forge đã trải qua một lần viết lại lớn, một phần do những thay đổi lớn trong phiên bản Java Edition 1.13 và để hỗ trợ hệ thống hỗ trợ dài hạn mới của họ cho các phiên bản sắp tới. Điều này khiến nhiều người làm mod (modder) sử dụng 1.12.2 làm phiên bản chính của họ. Mod Coder Pack đã ngừng nhận các bản cập nhật sau 1.12.2. Liteloader đã không được cập nhật lên bản 1.13 và sau đó là Rift. Rift là một trình nạp mod nhẹ cho các bản từ 1.13 đến 1.13.2 cũng sử dụng các mixin. Tuy nhiên, Liteloader và Rift không phát hành trình nạp mod cho các máy chủ, vì vậy các mod Liteloader và Rift chỉ có thể chạy trên ứng dụng khách của trò chơi. Một phần mềm máy chủ mới cho 1.12.2 có tên Magma đã được phát hành, cho phép sử dụng các trình cắm PaperMC và mod Forge cùng nhau.
Vào cuối năm 2018, Fabric đã trải qua một quá trình viết lại hoàn toàn. Tên của bộ ánh xạ đã được thay đổi và nhiều hook hơn đã được thêm vào để làm cho việc sửa đổi dễ dàng hơn. Fabric cũng bắt đầu trở nên rất phổ biến và việc mod từ 1.14 trở đi bắt đầu phân hoá thành Forge và Fabric. Forge đã phát hành hệ thống hỗ trợ dài hạn mới của họ cho phiên bản Java Edition 1.14 và việc cập nhật các bản mod lên các phiên bản mới hơn được thực hiện dễ dàng hơn.

## Tranh cãi
Trong suốt nhiều năm, đã có những tranh cãi liên quan đến mod với Minecraft. Một trong số đó xoay quanh một mod tên là GregTech, nhằm mục đích tăng độ khó của Minecraft. Vào năm 2013, nhà phát triển của nó, sau khi nhận thấy rằng một số công thức mà GregTech thêm vào đã bị ghi đè bởi một mod khác có tên làTinkers 'Construct, đã cố tình chèn mã vào GregTech để khiến trò chơi gặp sự cố nếu phát hiện ra bất kỳ mod nào khác (chẳng hạn như Tinkers' Construct). Tác giả của cả hai mod sau đó đã giải quyết tranh chấp của họ.
Một tranh cãi khác xoay quanh mod Bukkit, một API cho phép những người khác cài đặt các bản mod phía máy chủ. Vào năm 2014, trưởng nhóm Bukkit Warren "EvilSeph" Loo (người trước đây đã làm việc cho Mojang) thông báo rằng việc phát triển sẽ bị ngừng lại và Mojang đã bước vào để cứu dự án. Với thông báo của Mojang, quyền sở hữu trí tuệ đối với dự án trở nên mơ hồ. Xung đột cấp phép nảy sinh giữa những người tạo ban đầu của Bukkit và những người bảo trì, chủ yếu xoay quanh việc ai "sở hữu" dự án sau khi những người bảo trì chính từ chức. Một người đóng góp chính đã cố gắng rút quyền sử dụng mã của họ trong trò chơi, buộc Bukkit rơi vào trạng thái hư hỏng một thời gian.
Một cuộc tranh cãi khác xảy ra vào tháng 3 năm 2017, khi công ty mạng ESET của Slovakia tiết lộ rằng 87 ví dụ về phần mềm độc hại trojan horses đã được phân phối thông qua Cửa hàng Google Play dưới vỏ bọc của các bản mod Minecraft. Mục đích của họ là hiển thị quá nhiều quảng cáo hoặc lừa người chơi tải xuống các ứng dụng khác. Kết hợp lại, những bản mod giả này đã được tải xuống hớn một triệu lần trong ba tháng đầu năm 2017.

## Nội dung mod

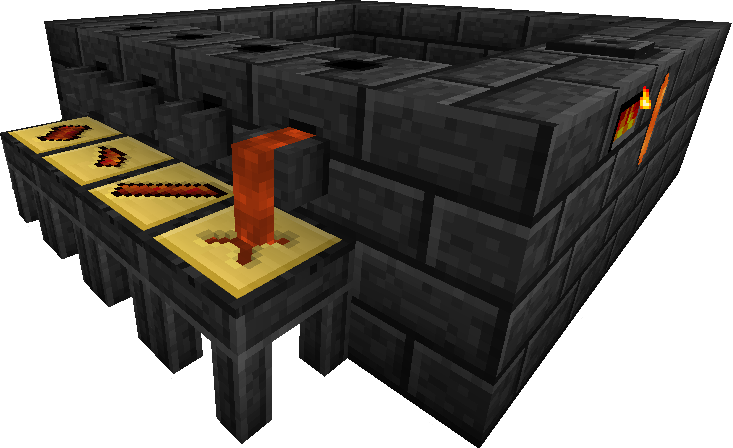
Bản mod Tinkers 'Construct bổ sung các xưởng đúc vào trò chơi, có thể được sử dụng để nấu chảy kim loại thô thành các bộ phận cho các công cụ và vũ khí tùy chỉnh.

Khó có thể tính được tổng số mod Minecraft vì chúng rất nhiều. Một trang web lưu trữ, CurseForge, có hơn 100.000 mod tính đến tháng 3 năm 2022.

Các kiểu và loại nội dung được thêm vào bởi những mod này cũng có nhiều dạng khác nhau.
Mod công nghệ là mod bổ sung nhiều loại máy móc có thể giúp người chơi tự động sản xuất một số vật liệu trong trò chơi. Ví dụ về các mod theo định hướng công nghệ bao gồm Extra Utilities, một mod giới thiệu các máy móc khác nhau có thể được sử dụng để tạo ra năng lượng và một loại ngẫu nhiên của các khối và vật phẩm khác; BuildCraft, một mod cổ điển được biết đến với nhiều biến thể của máy móc, máy bơm và đường ống; và IndustrialCraft, một mod bổ sung kim loại, công cụ điện, máy phát điện, bao gồm cả lò phản ứng hạt nhân, áo phản lực (jetpack), áo giáp trợ lực và các vật phẩm hạt nhân. Hệ thống điện của nó cũng cố gắng bắt chước mạch điện ngoài đời thật một cách trực quan. 

Ngoài vũ khí kim loại của IndustrialCraft, các dự án khác cho phép cung cấp nhiều loại vũ khí có sẵn hơn: Flan's Mod có chiến tranh kiểu hiện đại bao gồm súng, xe tăng và lựu đạn, trong khi Tinkers 'Construct cho phép người chơi rèn và tùy chỉnh các công cụ và vũ khí của riêng họ, một số liên quan đến xưởng đúc hoặc lò rèn.
Các bản mod khác cố gắng tùy chỉnh các yếu tố tự nhiên trong Minecraft, với các bản mod như Natura và Forestry thêm cây cối và hoa màu mới, sau đó bổ sung thêm các trang trại tự động đa khối, nuôi ong và nuôi bướm. Mo' Creatures, mặt khác, tập trung vào việc thêm nhiều loài động vật hơn vào Minecraft, trong khi Pixelmon bổ sung cho trò chơi với những con quái vật và cơ chế như chiến đấu, bắt và phòng thi đấu từ Pokémon. Fossils & Archaeology thêm khủng long, trong khi CustomNPCs và Millenaire nâng cấp NPC của trò chơi.
Ngoài ra còn có các bản mod bổ sung các chiều không gian mới mà người chơi có thể truy cập. Bản mod Galacticraft cho phép người chơi chế tạo tên lửa để bay lên Mặt trăng và một số hành tinh, đồng thời thu thập tài nguyên của chúng và Twilight Forest tạo ra một chiều không gian cho phép người chơi khám phá một khu rừng theo phong cách giả tưởng và săn lùng kho báu.
Tuy nhiên, không phải tất cả các mod đều sẽ thêm các yếu tố về lối chơi. Những người khác chỉ đơn thuần chỉnh sửa GUI, chẳng hạn bằng cách thêm bản đồ nhỏ, cố gắng làm mượt kết xuất trò chơi, như OptiFine, hoặc bằng cách cho phép người chơi duyệt qua tất cả các vật phẩm trong cả trò chơi cơ bản và mod của người chơi và tìm kiếm cách chế tạo chúng, chẳng hạn như JEI (Just Enough Items).
OptiFine là mod Minecraft phổ biến nhất. Nó làm giảm việc sử dụng tài nguyên máy tính của trò chơi và thêm hỗ trợ cho các gói shader (trình tô bóng) có thể cài đặt cho Minecraft. Các trình tô bóng này có thể thay đổi hoàn toàn giao diện trò chơi bằng cách thêm bóng, ánh sáng  động, bề mặt phản chiếu và các hiệu ứng khác. Một số trình tô bóng thậm chí đang bắt đầu triển khai các tính năng nâng cao hơn như dò tia (RTX), kết xuất dựa trên vật lý và ánh xạ khớp thị sai vào Java Edition. Tuy nhiên, hầu hết các trình tô bóng đều rất tiêu tốn phần cứng.

## Modpack
Các mod đôi khi được nhóm lại với nhau trong cái gọi là modpack (n.đ. 'Gói mod'), người dùng cuối có thể dễ dàng tải xuống và chơi mà không yêu cầu người chơi phải có kiến thức sâu rộng về cách thiết lập trò chơi. Người sáng tạo nội dung (nhà phát triển modpack) sử dụng điều đó làm lợi thế của họ để cho phép các mod tương tác (thay đổi cách chơi thuần) để có thể mang đến một trải nghiệm cụ thể, đôi khi được hỗ trợ bằng cách đưa các tệp cấu hình và kết cấu tùy chỉnh vào hỗn hợp. Các modpack phổ biến nhất có thể được tải xuống và cài đặt thông qua các trình khởi chạy, như Feed the Beast, Technic Launcher, ATLauncher và CurseForge Desktop App.

## Hỗ trợ chính thức
Vào năm 2012, Mojang cho biết họ đang bắt đầu làm việc trên một kho lưu trữ cho các bản mod trong Minecraft. Trang web trợ giúp của họ liệt kê các video hướng dẫn người chơi cách cài đặt và chơi các bản mod của Minecraft.
Người sáng lập của Minecraft, Markus Persson, thừa nhận vào năm 2012 rằng ban đầu anh nghi ngờ về các bản mod, vì sợ rằng nội dung do người dùng tạo ra sẽ đe dọa tầm nhìn của anh đối với trò chơi. Persson nói rằng anh đã thay đổi suy nghĩ, khi anh tuyên bố đã nhận ra rằng các bản mod là "một lý do rất lớn cho định nghĩa về Minecraft". Trong một số trường hợp, tác giả của các bản mod thậm chí đã nhận được một công việc tại Mojang, và một số tính năng trong trò chơi, chẳng hạn như piston và ngựa, ban đầu là từ các bản mod. Vào năm 2016, Mojang đã công bố chính thức hỗ trợ mod cho phiên bản Bedrock của Minecraft, nơi chúng được gọi là "tiện ích bổ sung".

## Ảnh hưởng đến chínhMinecraft
Các bản mod đã ảnh hưởng đến trò chơi Minecraft chính theo ba cách chính. Nhà phát triển mod Tiến sĩ Zhark đã thêm ngựa vào trò chơi thông qua mod Mo 'Creatures. Sau đó, anh đã giúp Mojang điều chỉnh ngựa để sử dụng trong Minecraft phát hành tiêu chuẩn. Pistons ban đầu cũng là một phần của một bản mod do Hippoplatimus thực hiện, nhưng đã gây ấn tượng với những người tạo ra Minecraft đến mức họ đã thêm tính năng này vào trò chơi chính.
Mojang cũng thừa nhận rằng họ ngưỡng mộ tất cả công việc được thực hiện trên API Bukkit modding phía máy chủ. Vào năm 2012, công ty Thụy Điển đã kết thúc việc thuê các nhà phát triển chính của dự án.
Vào năm 2019, kingbdogz, một nhà phát triển mod Minecraft, người được biết đến với việc tạo ra mod The Aether đã tuyên bố trên Twitter rằng anh ấy được Mojang thuê để làm việc với họ cho Minecraft.

## Giáo dục

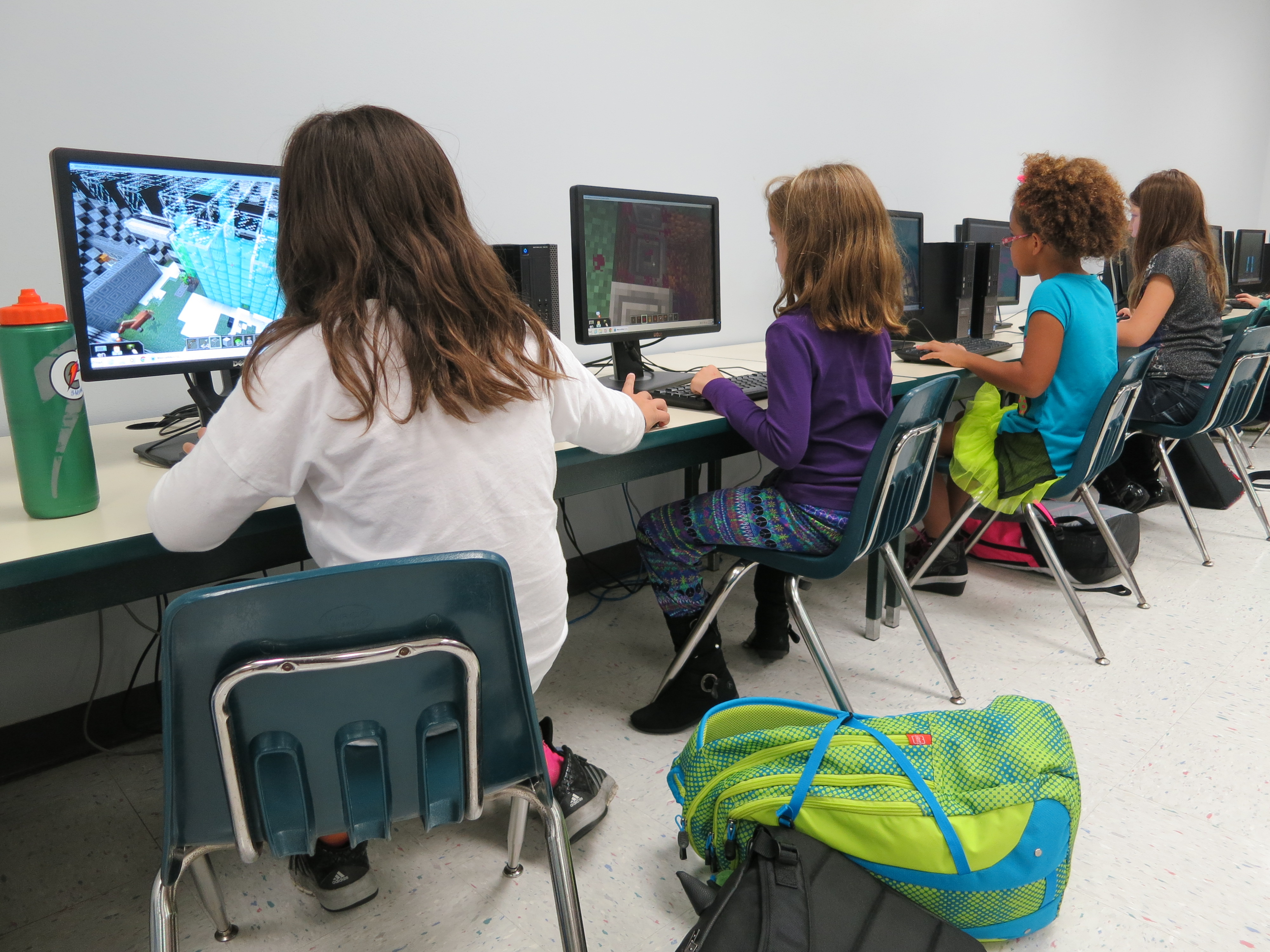
Minecraft là một trò chơi thỉnh thoảng được sử dụng trong các trường học trên toàn thế giới với mục đích giáo dục

Các mod của Minecraft được ghi nhận là cánh cổng cho trẻ em học lập trình. Một số dự án giáo dục đã được tạo ra để khuyến khích sinh viên học mã thông qua Minecraft, bao gồm LearnToMod, ComputerCraftEdu, và Minecraft: Pi Edition, tất cả đều được cung cấp miễn phí cho giáo viên. Các lớp học lập trình sử dụng Minecraft cũng được bắt đầu bởi Đại học California, nhằm mục đích dạy trẻ em từ 8 đến 18 tuổi cách lập trình ứng dụng.
Vào năm 2011, MinecraftEdu thành lập để bán một phiên bản Minecraft cho các trường học cho phép giảng dạy nhiều môn học khác nhau bao gồm ngôn ngữ, lịch sử và nghệ thuật. Vào tháng 1 năm 2016, Microsoft đã công bố một công cụ mới, "Minecraft: Education Edition", được thiết kế đặc biệt để sử dụng trong lớp học và sẽ tiếp tục dựa trên di sản của "MinecraftEdu" để dạy nhiều môn học khác nhau bằng Minecraft.
Trong The Parent's Guidebook to Minecraft, tác giả Cori Dusmann biểu thị rằng giáo dục tại nhà và Minecraft tạo nên một trận đấu thú vị, vì việc tạo ra các bản mod đơn giản có thể là "minh họa cho các nguyên tắc khoa học", mà các nhà cung cấp dịch vụ giáo dục tại nhà dễ tiếp thu.
Ý tưởng đưa Minecraft vào chương trình giảng dạy ở trường đã bị Tom Bennett, người đóng vai trò cố vấn cho chính phủ Anh, phản đối. Theo Bennett, Minecraft là một mánh lới quảng cáo, và các trường học sẽ làm tốt để "rút sạch đầm lầy của mánh lới quảng cáo" và chỉ sử dụng sách để giảng dạy. Sự lên án của Bennett đã bị phản bác bởi một số nhà báo cho The Guardian, những người cho rằng Minecraft trong trường học là một sự đổi mới đáng giá.

## Tiếp nhận quan trọng
Nate Ralph của PC World gọi việc cài đặt mod cho Minecraft là "một quá trình hơi phức tạp", nhưng thừa nhận rằng nó có thể phục vụ người chơi mong muốn "trải nghiệm nhiều hơn một chút" khi chơi trò chơi.
Max Eddy của PC Magazine cũng nêu ra một điểm liên quan đến quá trình thiết lập một trò chơi được tăng cường với các bản mod, khẳng định rằng "nó có vẻ khá phức tạp" và rằng ban đầu anh ấy "quá sợ mod Minecraft ngay từ đầu", nhưng đã học cách đánh giá cao nó khi anh ấy nhận ra rằng việc mod Minecraft là "khá dễ tha thứ". Eddy tuy nhiên đề cập rằng anh ấy cảm thấy tốc độ phát triển nhanh chóng của Mojang liên quan đến trò chơi chính đã làm chậm tiến độ của các mod phổ biến nhất.
Tương tự, Benjamin Abbott của Metro đồng ý rằng việc thêm mod vào Minecraft là "một nỗi đau hoàn toàn ở phía sau", mặc dù anh ấy thừa nhận rằng "kết quả thường xứng đáng".
Minecraft mod Galacticraft là bản mod của tuần trên PC Gamer vào tháng 7 năm 2013.
Tại San Jose Mercury News, George Avalos tuyên bố rằng các bản mod chắc chắn phù hợp với "những người đam mê chính thống", nhưng cảnh báo rằng cần phải thận trọng để tránh tải xuống "phần mềm nguy hiểm và spam" khi tìm kiếm các bản mod Minecraft. Avalos cũng nhận xét rằng việc cài đặt mod có thể sẽ cần sự chú ý của người lớn, mặc dù Minecraft thường thu hút trẻ em.